# Tom Petty and the Heartbreakers
Tom Petty and the Heartbreakers byla americká rocková skupina, která vznikla v roce 1976 v Gainesville na Floridě. Původní sestavu tvořili zpěvák a rytmický kytarista Tom Petty, sólový kytarista Mike Campbell, klávesista Benmont Tench, bubeník Stan Lynch a baskytarista Ron Blair. V roce 1982 Blair kapelu opustil kvůli únavě z neustálého cestování. Nahradil ho Howie Epstein, který s kapelou zůstal dvě desetiletí. V roce 1991 se ke skupině připojil multiinstrumentalista Scott Thurston, zejména jako rytmický kytarista a druhý klávesista. Roku 1994 nahradil Lynche bubeník Steve Ferrone. Blair se vrátil v roce 2002, rok před Epsteinovou smrtí.
Kapela měla dlouhou řadu hitů, mezi něž patří například „Breakdown“ a „American Girl“ (oba 1976), „Refugee“ (1979), „The Waiting“ (1981), „Learning to Fly“ (1991) a „Mary Jane's Last Dance“ (1993). Tyto hity pokrývají několik desetiletí jejich tvorby.
Ačkoliv Petty trval na tom, aby jejich hudební styl byl označován prostě jako rock and roll, hudba Heartbreakers bývá řazena mezi jižanský rock i heartland rock. Společně s interprety jako Bruce Springsteen, Bob Seger a John Mellencamp bývají považováni za průkopníky tohoto žánru, který vznikl koncem 70. a začátkem 80. let. I když heartland rock v 90. letech upadl, kapela zůstala aktivní a populární, pravidelně koncertovala až do Pettyho smrti v roce 2017. Poté se skupina rozpadla. Jejich poslední studiové album Hypnotic Eye vyšlo v roce 2014.
Skupina byla v roce 2002 uvedena do Rock and Rollové síně slávy, a to při své první možnosti být nominována. Ačkoliv většina jejich hudby vycházela pod názvem „Tom Petty and the Heartbreakers“, Petty vydal také tři sólová alba, z nichž nejúspěšnějším bylo Full Moon Fever (1989). Na těchto albech se někteří členové kapely podíleli jako spolupracovníci, producenti či studioví hudebníci.

## Diskografie

### Studiová alba
- 1976 - Tom Petty and the Heartbreakers
- 1978 - You're Gonna Get It!
- 1979 - Damn the Torpedoes
- 1981 - Hard Promises
- 1982 - Long After Dark
- 1985 - Southern Accents
- 1987 - Let Me Up (I've Had Enough)
- 1991 - Into the Great Wide Open
- 1996 - Songs and Music from "She's the One"
- 1999 - Echo
- 2002 - The Last DJ
- 2010 - Mojo
- 2014 - Hypnotic Eye